# Meseta de Gravelle
La meseta de Gravelle es una meseta francesa situada en el Valle del Marne, en la región de Isla de Francia. Contorneada por el río Marne sobre el que se eleva unos 17 metros, está parcialmente cubierta por el bosque de Vincennes.
Está formada por un sustrato de roca calcárea que fue extraída hasta el siglo XIX en las canteras.